# Collin McKinney
Pour les articles homonymes, voir McKinney.
Collin McKinney, né le 17 avril 1766 et mort le 9 septembre 1861, est un arpenteur, un marchand, un politicien et un prédicateur laïc. Il est surtout connu comme étant un personnage important de la révolution texane, l'une des cinq personnes qui ont rédigé la déclaration d'indépendance du Texas et la plus ancienne à l'avoir signée. Le comté de Collin et son siège, la ville de McKinney, au Texas, sont baptisés en sa mémoire. 

### Source de la traduction
- (en) Cet article est partiellement ou en totalité issu de l’article de Wikipédia en anglais intitulé « Collin McKinney » (voir la liste des auteurs).